# Локтівський район
Ло́ктівський район (рос. Локтевский район) — район у складі Алтайського краю Російської Федерації.
Адміністративний центр — місто Горняк.

## Історія
Район утворений 1924 року.

## Населення
Населення — 24742 особи (2019; 29658 в 2010, 33984 у 2002).

## Адміністративний поділ
Район адміністративно поділяється на 1 міське поселення та 17 сільських поселень (сільрад):
| Поселення                      | Площа, км² | Населення, осіб (2002) | Населення, осіб (2010) | Населення, осіб (2019) | Центр           | Населені пункти |
| ------------------------------ | ---------- | ---------------------- | ---------------------- | ---------------------- | --------------- | --------------- |
| Горняцьке міське поселення     | 28,09      | 15779                  | 13918                  | 12437                  | Горняк          | 1               |
| Александровська сільська рада  | 138,99     | 836                    | 616                    | 431                    | Александровка   | 2               |
| Георгієвська сільська рада     | 99,36      | 746                    | 636                    | 494                    | Георгієвка      | 1               |
| Гільовська сільська рада       | 119,48     | 1447                   | 1211                   | 854                    | Гільово         | 1               |
| Другокаменська сільська рада   | 120,00     | 865                    | 840                    | 732                    | Друга Каменка   | 2               |
| Єрмошихинська сільська рада    | 78,18      | 248                    | 225                    | 123                    | Єрмошиха        | 1               |
| Золотухинська сільська рада    | 214,31     | 1087                   | 975                    | 708                    | Золотуха        | 2               |
| Кіровська сільська рада        | 179,25     | 1294                   | 1149                   | 978                    | Кіровський      | 3               |
| Локтівська сільська рада       | 234,12     | 1461                   | 1193                   | 1002                   | Локоть          | 1               |
| Масальська сільська рада       | 177,43     | 2396                   | 2049                   | 1630                   | Масальський     | 3               |
| Ніколаєвська сільська рада     | 128,08     | 641                    | 598                    | 423                    | Ніколаєвка      | 1               |
| Новенська сільська рада        | 219,12     | 827                    | 539                    | 352                    | Новеньке        | 1               |
| Новомихайловська сільська рада | 136,31     | 1124                   | 975                    | 774                    | Совєтський Путь | 2               |
| Покровська сільська рада       | 122,41     | 1057                   | 931                    | 808                    | Покровка        | 1               |
| Ремовська сільська рада        | 3,14       | 1036                   | 956                    | 772                    | Ремовський      | 1               |
| Самарська сільська рада        | 140,66     | 839                    | 721                    | 546                    | Самарка         | 1               |
| Успенська сільська рада        | 38,11      | 1163                   | 1135                   | 930                    | Успенка         | 1               |
| Устьянська сільська рада       | 163,56     | 1138                   | 991                    | 748                    | Устьянка        | 1               |

## Найбільші населені пункти
Нижче подано список населених пунктів з чисельністю населенням понад 1000 осіб:
| № | Населений пункт | Населення, осіб (2002) | Населення, осіб (2010) |
| - | --------------- | ---------------------- | ---------------------- |
| 1 | Горняк          | 15779                  | 13918                  |
| 2 | Масальський     | 2101                   | 1848                   |
| 3 | Гільово         | 1447                   | 1211                   |
| 4 | Локоть          | 1461                   | 1193                   |
| 5 | Кіровський      | 1222                   | 1140                   |
| 6 | Успенка         | 1163                   | 1135                   |